# Вжонца-Велика (Великопольське воєводство)
Вжонца-Велика (пол. Wrząca Wielka) — село в Польщі, у гміні Коло Кольського повіту Великопольського воєводства.
Населення — 481 особа (2011).
У 1975-1998 роках село належало до Конінського воєводства.

## Демографія
Демографічна структура станом на 31 березня 2011 року:
|          | Загалом | Допрацездатний вік | Працездатний вік | Постпрацездатний вік |
| -------- | ------- | ------------------ | ---------------- | -------------------- |
| Чоловіки | 239     | 58                 | 146              | 35                   |
| Жінки    | 242     | 56                 | 122              | 64                   |
| Разом    | 481     | 114                | 268              | 99                   |